# Mathieu-Louis Mueseler
Mathieu-Louis Mueseler, né le 23 février 1798 à Liège et mort le 28 juillet 1866 dans la même ville est un ingénieur belge inventeur de la lampe de sûreté minière qui porte son nom.

## Contexte
Dès 1783, la Société libre d'Émulation de Liège avait mis à l'étude la question suivante: "Quels sont les moyens de prévenir les dangers qui accompagnent l'exploitation de la houille dans le pays". La science n'était pas assez avancée alors pour donner une solution satisfaisante. Ce ne fut qu'en 1815 que l'Anglais Humphrey Davy imagina une lampe de sûreté, dans laquelle une toile métallique entoure la flamme de toutes parts. Elle n'était pas sans offrir elle-même des inconvénients. La toile absorbait en grande partie les rayons lumineux.
Il fallut bientôt remédier au mal par l'interposition d'un manchon de verre. Orban introduisit le système dans le bassin liégeois en 1817, mais une suite de catastrophes minières vinrent malheureusement attester que la lampe Davy n'apportait point la sécurité qu'on en avait attendue et qu'elle exigeait des perfectionnements considérables avant d'atteindre le but recherché.

## Naissance de la lampe Mueseler
Voulant aider à sortir de cette situation pénible, l'Académie royale des Sciences de Belgique réclama à son tour, en 1840, par voie du concours, un mémoire sur les explosions dans les mines de houille et sur les moyens de les prévenir.
C'est alors que l'ingénieur Mueseler parvint à composer la lampe qui allait transmettre son nom. Tout en fournissant au mineur une lumière abondante, elle le garantit contre les explosions que d'autres lampes provoquaient trop souvent. L'appareil Mueseler s'éteint, en effet, lorsque le mélange devient détonant.

## Comparaison par rapport à la lampe Davy
Un rapport de médecin en 1847 explique les inconvénients de la Davy et fait la promotion de la lampe Mueseler:
« La lampe de Davy, dont la découverle remonte à 1815, paraissait devoir offrir toutes les garanties désirables de sûreté contre l'inflammation du feu grisou; mais de nombreuses détonations,' survenues dans les houillères où cette lampe avait été introduite, démontrèrent bientôt qu'elle n'était pas exempte de défauts que l'inventeur n'avait pu prévoir, et qu'elle ne pouvait que diminuer les chances d'explosions, sans les empêcher dans lous les cas. » La lampe Davy:
- Plongée dans un mélange d'air et d'hydrogène pur, il y a détonation.
- L'inflammation d'un mélange d'air et d'hydrogène carboné peut se faire, à travers la toile métallique, dans les galeries où il y a un courant d'air rapide, parce que, alors, la flamme de la lampe rougit les mailles ou passe à travers.
- Le moindre choc peut déformer, déchirer ou même ouvrir les mailles, et rendre ainsi la lampe inefficace.
- Les mailles du tissu métallique, en contact avec le réservoir à l'huile, se graissent bientôt, retiennent la poussière du combustible, qui forme ainsi une pâte qui peut s'enflammer, tant à l'intérieur qu'à l'extérieur.

Il fait alors l'éloge de la lampe Mueseler. La lampe mueseler:
- S'éteint promptement quand il y a abondance de gaz explosifs, même dans un mélange avec l'hydrogène pur.
- éclaire mieux, peut être placée loin de l'ouvrier et à l'abri des instruments, et convient surtout dans les galeries à forts courants d'air.
- Les toiles métalliques, étant éloignées du réservoir, ne s'imprègnent pas d'huile; il n'y a qu'une poussière sèche qui puisse y adhérer et qui s'enlève facilement.
- Elle est munie de deux toiles métalliques, l'une horizontale, l'autre verticale, de telle sorte qu'il en reste une intacte quand la seconde vient à être déchirée;
- Enfin le courant d'air, pour activer la combustion, se fait de haut en bas, au lieu de se faire latéralement, disposition qui lui donne sur toutes les autres lampes de sûreté l'inappréciable avantage de s'éteindre subitement quand l'air est chargé d'assez d'hydrogène carboné pour constituer un mélange détonant.

« Il résulte de ces diverses observations que si la lampe Mueseler exige d'une part, « comparativement à la lampe de Davy, une plus forte dépense de première acquisition, un peu plus de main-d'œuvre pour son entretien, et des soins plus minutieux dans son emploi, elle procure d'autre part une très-grande économie, par la rareté des réparations, par la faible quantité d'huile qu'elle consomme, par la clarté qu'elle répand dans les travaux ».

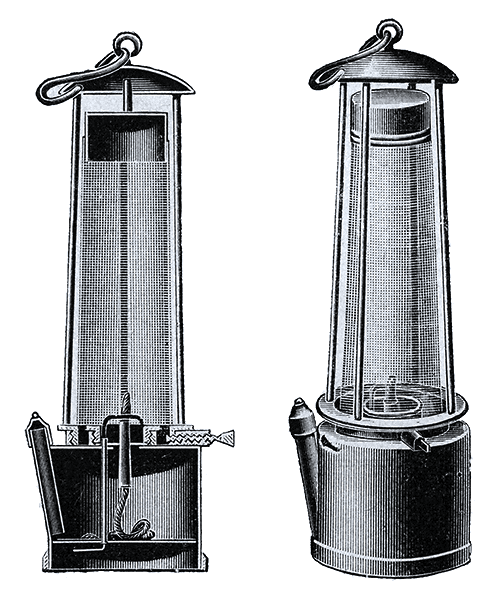
Lampe Davy
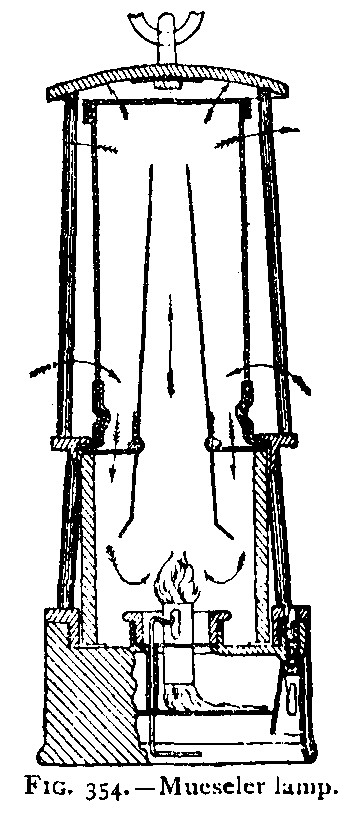
Lampe Mueseler

## Diffusion
La commission instituée à Liège pour l'examen des lampes de sûreté fut unanime à "considérer la lampe Mueseler comme réunissant à un plus haut degré que toutes celles essayées jusqu'ici les conditions essentielles d'une bonne lampe de sûreté".
Dès 1842, la lampe se propagea dans le bassin de Seraing et dans les autres centres charbonniers de Belgique. Son emploi fut prescrit par le gouvernement belge de Charles Rogier en 1864 et adopté dans un certain nombre de mines en France et en Angleterre.

## Éponymie
La rue Mueseler, à Liège, dans le quartier du Laveu, lui rend hommage.